# Yoav Gelber
Yoav Gelber (25 de setembro de 1943) é um historiador israelense.

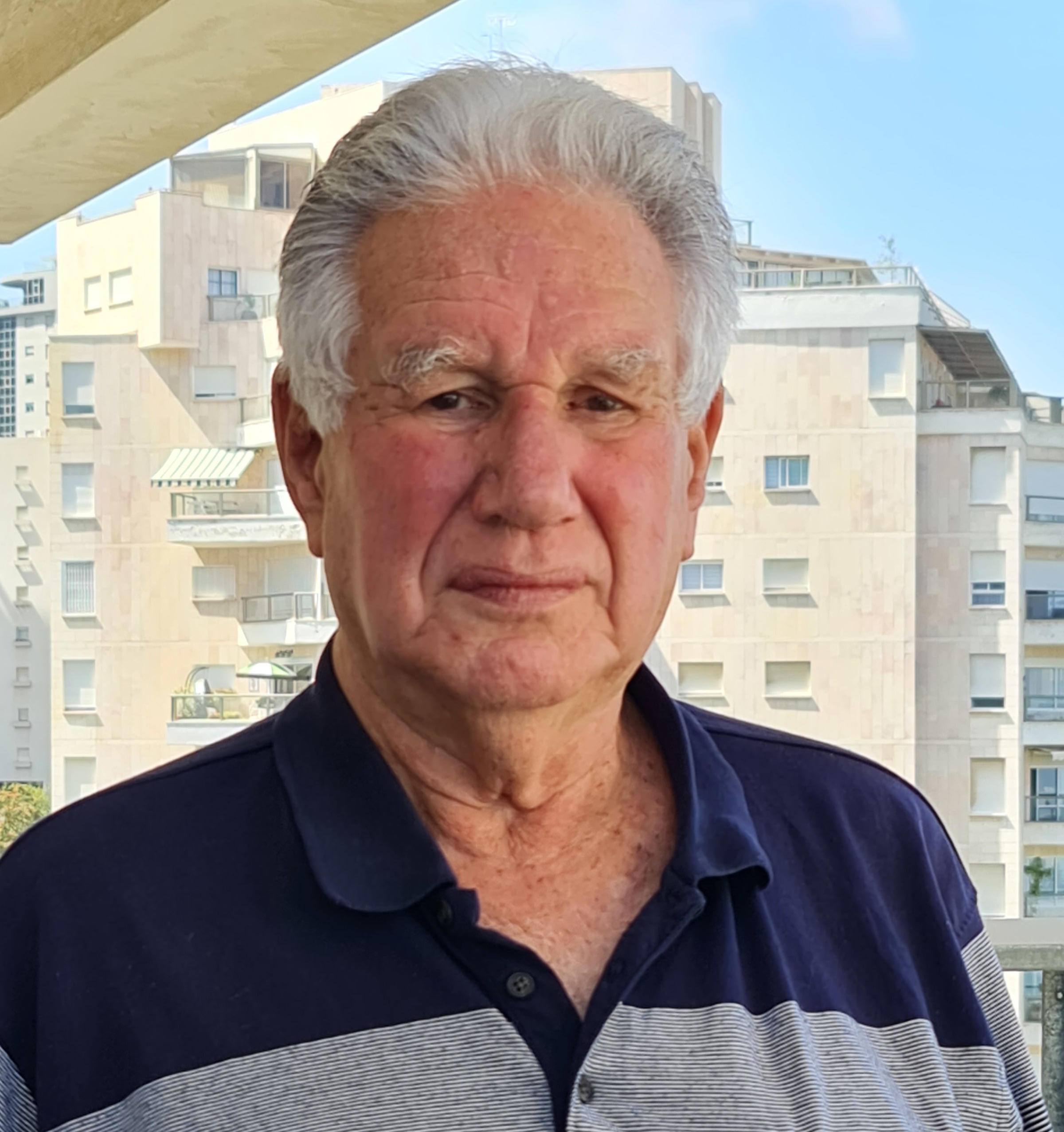
Yoav Gelber September 2021

É professor de história na Universidade de Haifa, foi professor visitante na Universidade do Texas em Austin.